# Wybory samorządowe na Łotwie w 2013 roku
Wybory samorządowe na Łotwie w 2013 roku (2013. gada Latvijas pašvaldību vēlēšanas) – wybory, które przeprowadzono 1 czerwca. Miały na celu wybór radnych w 119 łotewskich samorządach. 
W wyborach wzięło udział 45,85% uprawnionych do głosowania. Najwyższą frekwencję odnotowano w Rydze – 55,54%, najniższą w Semigalii – 39,37%. W poprzednich wyborach w 2009 głosowało 53,80% Łotyszy. 
W stołecznej Rydze zwyciężyła koalicja Centrum Zgody i partii Honor Służyć Rydze! (Gods kalpot Rīgai, GKR), uzyskując 52,60% głosów i 34 mandaty. Będące w opozycji w Rydze, a pośród ugrupowań rządzących na szczeblu krajowym, Zjednoczenie Narodowe „Wszystko dla Łotwy!” – TB/LNNK i „Jedność” uzyskały odpowiednio 16 i 10 mandatów.
W Lipawie najwięcej głosów uzyskała Partia Lipawska – 37,06% oraz Partia Reform – 30,42%. Na Centrum Zgody zagłosowało 16,88% lipawczyków. W Windawie na partię Dla Łotwy i Windawy głosowało 69,44% wyborców. 
W Dyneburgu największe poparcie zdobyły Centrum Zgody – 23,03% oraz Partia Łatgalska (Latgales partija, LP) – 22,79%. Do rady dostały się także Partia Rozwoju (Attīstības partija, AP) z poparciem 10,25% wyborców oraz Alternatywa, która uzyskała 10,18%. 
Z dużych miast Związek Zielonych i Rolników najwięcej głosów uzyskał w Jełgawie i Jurmale.